# Requiem Canticles
I Requiem Canticles sono una composizione di Igor' Stravinskij per contralto e basso solisti, coro e orchestra del 1966 e sono l'ultima opera importante scritta dal musicista.
Il testo è tratto in parte dalla Missa pro Defunctis, ma il titolo, scelto dal compositore, indica come in realtà questo lavoro si discosti da una vera Messa di Requiem, non sono compresi infatti i brani dell'Ordinarium: Kyrie, Gloria, Sanctus, Agnus Dei e gli altri presenti sono utilizzati solo in modo parziale. Originariamente Stravinskij pensava di chiamare il lavoro Sinfonia da Requiem per sottolineare il fatto che si trattava di un'opera prevalentemente strumentale e per evitare confusione con altre composizioni che erano dei veri Requiem. Il musicista iniziò a scrivere la partitura nel 1965 e la terminò a Hollywood il 13 agosto 1966 apportando ulteriori perfezionamenti alla fine dello stesso anno. La prima esecuzione avvenne alla Princeton University l'8 ottobre 1966 con la New York Symphony Orchestra diretta da Robert Craft.

## Struttura e analisi
La composizione è costituita di 9 parti:
- Preludio
- Exaudi
- Dies irae
- Tuba mirum
- Interludio
- Rex tremendae
- Lacrimosa
- Libera me
- Postludio

I Requiem Canticles appartengono al periodo seriale del compositore, ma sono anche un'opera particolare per molti versi: contrappunto rigorosissimo, urti di strutture armoniche, violenta energia che si scatena nel Dies Irae, sono tutti elementi esasperati di questa composizione; in essa sono inoltre presenti "recuperi" della musica precedente, da elementi arcaici a richiami tonali facilmente individuabili; tutti questi aspetti sono, come dice Roman Vlad, «un modo personale di proseguire quella "investigazione" tonale dello spazio dodecafonico» e certamente non un ripensamento sulla musica seriale. Pur nella sua brevità questo lavoro è uno dei più complessi di Stravinskij. È una composizione intimamente drammatica ed è, ancora una volta, una testimonianza della fede profonda del musicista; più che un'opera liturgica è la verità spirituale di un'anima che si sente già abbandonare la vita e che si trova davanti al mistero della morte.

## Organico
Contralto e basso solisti, coro misto, 3 flauti (sostituibili con ottavino), flauto contralto,  2 fagotti, 4 corni, 2 trombe, 3 tromboni, timpani, xilofono, vibrafono, campane tubolari, arpa, pianoforte, celesta e archi.